# 부엔자주
부엔자주(프랑스어: Bouenza)는 콩고 공화국 남부에 있는 주로, 주도는 마딩구이며 면적은 12,265km2, 인구는 약 300,000명이다. 북쪽으로는 레쿠무 주, 동쪽으로는 풀 주, 서쪽으로는 니아리 주와 인접해 있고 남쪽으로는 콩고 민주 공화국과 국경을 맞대고 있으며 10개 구(보코송고 구, 카예스 구, 킹구에 구, 루디마 구, 마딩구 구, 마봄보 구, 음푸아티 구, 무용지 구, 은카이 구, 얌바 구)과 1개 시(은카시)를 관할한다.
루테테에는 시멘트 공장이 있으며 은카이는 사탕수수 플랜테이션이 활발하다. 또한 구리, 납, 아연이 채굴된다. 민둘리에 있는 무쿠쿨루 댐은 수력 발전소 역할을 담당하고 있다. 바나나, 팜유, 땅콩, 담배, 콩을 재배한다.